# Шедиево (Новосанжарский район)
Шедиево (укр. Шедієве) — село, Шедиевский сельский совет, Новосанжарский район, Полтавская область, Украина.
Код КОАТУУ — 5323487601. Население по переписи 2001 года составляло 486 человек.
Является административным центром Шедиевского сельского совета, в который, кроме того, входит село
Бурты.

## Географическое положение
Село Шедиево находится на правом берегу реки Орель,
выше по течению примыкает село Бурты,
ниже по течению на расстоянии в 1 км расположено село Ливенское.
Река в этом месте извилистая, образует лиманы, старицы и заболоченные озёра (озеро Лиман).

## История
- 1535 — дата основания.

## Экономика
- ООО «Шедиево».

## Объекты социальной сферы
- Школа І-ІІ ст.
- Клуб.